# 9. julij
9. julij je 190. dan leta (191. v prestopnih letih) v gregorijanskem koledarju. Ostaja še 175 dni.

## Dogodki
- 455 – Avitus postane zahodnorimski cesar
- 1357 – Karel IV. položi temeljni kamen za Karlov most v Pragi
- 1386 – v bitki pri Sempachu Švicarji premagajo Habsburžane
- 1540 – Henrik VIII. Angleški razveljavi poroko z Anno Klevsko
- 1749 – ustanovljen Halifax v Novi Škotski
- 1762 – Katarina II. Velika postane ruska carica
- 1789 – francoska narodna skupščina ustanovi narodno ustavodajno skupščino, ki bi pripravila francosko ustavo
- 1790 – v bitki pri Svenskundu švedska mornarica zajame tretjino ruske flote
- 1793 – prepoved uvoza sužnjev v Kanado
- 1815 – Charles-Maurice de Talleyrand-Périgord postane francoski predsednik vlade
- 1816 – Argentina postane neodvisna država
- 1850 – po smrti Zacharyja Taylorja postane Millard Fillmore 13. ameriški predsednik
- 1877 – začne se prvi teniški turnir v Wimbledonu, imenovano Prvenstvo Anglije 1877
- 1900 – britanska kraljica Viktorija potrdi zakon, ki združi avstralske kolonije pod federalno oblast
- 1918 – v trčenju vlakov pri Nashvillu umre 101 človek
- 1943 – začetek zavezniškega izkrcanja na Siciliji
- 1944 – britanske in kanadske čete zasedejo Caen
- 1962 – ZDA na otočju Johnson opravijo poskus z vodikovo bombo
- 1963 – podpisan sporazum o ustanovitvi malezijske federacije
- 1982 – v strmoglavljenju Boeinga 727 v Kennerju (Louisiana, ZDA) izgubi življenje vseh 146 potnikov in članov posadke ter še 8 meščanov
- 1991 – po treh desetletjih je Republika Južna Afrika ponovno sprejeta v olimpijsko gibanje
- 2011 – Južni Sudan postane samostojna država

## Rojstva
- 1249 – Kamejama, 90. japonski cesar († 1305)
- 1648 – Arp Schnitger, nemški graditelj orgel († 1719)
- 1764 – Ann Ward-Radcliffe, angleška pisateljica († 1823)
- 1768 – Karel Avgust, kronski princ Švedske († 1810)
- 1819 – Elias Howe, ameriški izumitelj († 1867)
- 1836 – Sofija Nassavska, švedska kraljica († 1913)
- 1840 – Štefan Žemlič, madžarsko-slovenski pisatelj († 1891)
- 1845 – sir George Howard Darwin, angleški astronom († 1912)
- 1858 – Henrik Tuma, slovenski politik, publicist, planinec († 1935)
- 1858 – Franz Boas, nemško-ameriški etnolog in antropolog († 1942)
- 1879 – Ottorino Respighi, italijanski skladatelj († 1936)
- 1879 – Friedrich Adler, avstrijski socialist († 1960)
- 1901 – Barbara Cartland, angleška pisateljica († 2000)
- 1911 – John Archibald Wheeler ameriški fizik, kozmolog († 2008)
- 1916 – sir Edward Richard George Heath, britanski predsednik vlade († 2005)
- 1926 – Benjamin Roy Mottelson, ameriško-danski fizik, nobelovec 1975
- 1929 – Hasan II., maroški kralj († 1999)
- 1935 – Mercedes Sosa, argentinska pevka
- 1946 – Bon Scott, avstralski težkometalni pevec († 1980)
- 1947 – Orenthal James Simpson, igralec ameriškega nogometa, filmski igralec
- 1954 – Edi Berk, slovenski oblikovalec in arhitekt
- 1956 – Tom Hanks, ameriški filmski igralec
- 1964 – Courtney Love, ameriška pevka, kitaristka
- 1971 – Marc Andreessen, ameriški programer
- 1982 – Boštjan Cesar, slovenski nogometaš
- 1989 – Roman Koudelka, češki smučarski skakalec

## Smrti
- 518 – Anastazij I. Dikor, bizantinski cesar (* okoli 431)
- 1169 – Gvido iz Pise, italijanski geograf
- 1228 – Štefan Langton, canterburyjski nadškof (* 1150)
- 1386 – Leopold III. Habsburški, avstrijski, štajerski, koroški in kranjski vojvoda, tirolski grof (* 1351)
- 1441 – Jan van Eyck, belgijski (flamski) slikar (* okoli 1390)
- 1704 – Yan Ruoju, kitajski učenjak (* 1636)
- 1737 – Gian Gastone de' Medici, italijanski (toskanski) vojvoda (* 1671)
- 1747 – Giovanni Battista Bononcini, italijanski skladatelj (* 1670)
- 1797 – Edmund Burke, irsko-britanski filozof, govornik, zgodovinar in državnik (* 1729)
- 1850 – 
  - Zachary Taylor, ameriški predsednik (* 1784)
  - Sijid Mirza Ali Mohamed - Bab, perzijski prerok, mučenik (* 1819)
- 1856 – Amadeo Avogadro, italijanski fizik (* 1776)
- 1883 – Nguyen Phuoc Hoang Nham - Tu Duc, vietnamski cesar (* 1829)
- 1909 – grof Kasimir Felix Badeni, avstrijski politik poljskega rodu (* 1846)
- 1932 – King Camp Gillette, ameriški poslovnež (* 1855)
- 1937 – 
  - Karel Pollak, slovenski poslovnež in industrialec (*1857)
  - Oliver Law, ameriški komunist (* 1899)
- 1947 – Lucjan Żeligowski, poljski general in politik (* 1865)
- 1962 – Georges Bataille, francoski knjižničar, pisatelj (* 1897)
- 1980 – Vinícius de Moraes, brazilski pesnik, skladatelj (* 1913)
- 2006 – Šamil Basajev, čečenski terorist (* 1965)

## Prazniki in obredi
- Argentina – dan neodvisnosti
- Palau – dan ustave